# Ma fille Hildegart
Mi hija Hildegart
Pour plus de détails, voir Fiche technique et Distribution.
Ma fille Hildegart (titre original : Mi hija Hildegart) est un film espagnol de 1977 du réalisateur Fernando Fernán Gómez, sur un scénario de Rafael Azcona. Basé sur le livre Aurora de sangre, d'Eduardo de Guzmán, le film raconte l'histoire vraie de la jeune Hildegart Rodríguez Carballeira, assassinée en 1933 par sa mère Aurora sous la République en 1933.

## Synopsis
Dans le Madrid de 1933, Aurora Rodríguez Carballeira (jouée par Amparo Soler Leal), qui souffre de paranoïa, est jugée pour le meurtre de sa fille Hildegart Rodríguez Carballeira (jouée par Carmen Roldán), qu'elle voulait parfaite.
Pendant le sommeil de cette dernière, elle l'assassine de trois tirs dans la tête et un dans le cœur.

## Distribution
- Amparo Soler Leal : Aurora Rodríguez Carballeira
- Carmen Roldan : Hildegart Rodríguez Carballeira
- Manuel Galiana : Eduardo de Guzmán
- Carlos Velat : López Lucas
- Pedro Díez del Corral : Villena
- José María Mompín : le procureur
- Guillermo Marín : le président du tribunal[6]